# Тесленко Лука Іванович
Лука́ Іва́нович Тесле́нко (16 лютого 1916 , Милорадове, Васильцівська волость, Полтавський повіт, Полтавська губернія, Російська імперія  — 5 грудня 1968 ) — український радянський діяч, бригадир тракторної бригади. Депутат Верховної Ради УРСР 1-го скликання (1938–1947).

## Біографія
Народився 1916 року в родині селянина-бідняка в селі Милорадове, тепер Котелевський район, Полтавська область, Україна. Батько був учасником Першої світової війни, помер від застуди на фронті; мати померла в 1927 році.
Закінчив три класи сільської школи в селі Милорадове. З 1928 по 1930 року працював у господарстві вітчима в рідному селі.
У 1930–1932 роках — колгоспник, свинар, конюх колгоспу імені Леніна села Милорадове Чутівського району. Член ВЛКСМ з 1930 року.
У 1932 році закінчив курси трактористів. У 1932–1933 роках — тракторист в селі Велика Рублівка Чутівського району Харківської області.
З листопада 1933 по червень 1934 року навчався на курсах тракторних бригадирів Богодухівського навчального комбінату Харківської області.
У червні 1934 — травні 1937 року — бригадир тракторної бригади Рублівської машинно-тракторної станції (МТС) Чутівського району Харківської (потім — Полтавської) області.
З травня по серпень 1937 року перебував на курсах орденоносців при сільськогосподарській академії в Москві. У серпні 1937 — квітні 1938 року — слухач підготовчого курсу при Харківському інституті механізації сільського господарства.
З квітня 1938 року — студент Всеукраїнського сільськогосподарського комуністичного університету імені Артема в місті Харкові.
26 червня 1938 року обраний депутатом Верховної Ради УРСР 1-го скликання по Чутівській виборчій окрузі № 187 Полтавської області.
Член ВКП(б) з 1939 року.
Закінчив Харківське військово-політичне училище.
Від початку німецько-радянської війни служив заступником командира роти по політчастині 35-го мінометного полку 35-ї танкової дивізії Південно-Західного фронту. 14 серпня 1941 року під час боїв на Новоград-Волинському напрямку попав у оточення, вважався зниклим безвісти. Потім воював політичним керівником у складі партизанського загону.
На 1945 рік — директор радгоспу «Березине» Тарутинського району Ізмаїльської області.
Працював головою виконавчого комітету Денишівської сільської ради Житомирського району Житомирської області.
Станом на 1953 рік жив у Корнинському районі Житомирської області.
1954 року поїхав у Казахську РСР на цілину.
Трагічно загинув (вбитий) 5 грудня 1968 року.

## Нагороди
- орден «Знак Пошани» (30.12.1935)
- медалі «Партизанові Вітчизняної війни» 1-го та 2-го ступенів (1950, 1946)
- медаль «За перемогу над Німеччиною у Великій Вітчизняній війні 1941—1945 рр.»